# フォルカー・ボフィエー
フォルカー・ボフィエー（ドイツ語: Volker Bouffier、1951年12月18日 ‐ ）は、ドイツの政治家。所属政党はドイツキリスト教民主同盟 (CDU)。2010年から2022年までヘッセン州首相を務めた。

## 経歴
ヘッセン州のギーセンで生まれる。ユストゥス・リービッヒ大学ギーセンで法律を学び、1978年には弁護士になった。
2010年8月、ローラント・コッホがヘッセン州首相を辞任したことにより、その後継としてボフィエーが州議会によって州首相に選出された。2013年に実施されたヘッセン州の州議会選挙では、それまで連立与党であった自由民主党の得票率が5%を下回り議席を獲得することができなかった。さらにキリスト教民主同盟（CDU）単独では過半数の議席を獲得できなかったため、連立交渉を進めていき同盟90/緑の党と交渉が妥結した。これを受けて、ヘッセン州では初となる「黒緑連合」を与党としてボフィエーは2期目の州首相に就いた。
2019年に皮膚癌を患っていることを公表。2022年5月31日に州首相を退任した。